# シヴィル・ジョルジア
シヴィル・ジョルジア（სივილ ჯორჯია, sivil jorjia）は、ジョージア（グルジア）の首都トビリシに本社を置く日刊のオンライン新聞である。サイト名の「ジョルジア」（ჯორჯია）は英語の"Georgia"を翻字したもの。
非政府組織「UN Association of Georgia」が運営している。アメリカ合衆国国際開発庁、フリードリヒ・エーベルト財団、スイス開発協力庁らによって支援されている。前述の3団体の補助金により、ウェブサイトにかかる経費の約98パーセントが賄われている。2001年7月に設立し、カルトリ語、英語、ロシア語の3か国語を提供している。設立以来、国内の政治や社会生活についての分析記事を定期的に公開している。
2009年1月の時点で、シヴィル・ジョルジアは1日あたりのアクセス者数が1万人に到達したと発表した。
2008年8月、Civil.Geは南オセチア紛争の初期にロシアのハッカーから攻撃を受け、一時的なサイトダウンが発生した。